# Ирма
Ирма (итал. Irma) је насеље у Италији у округу Бреша, региону Ломбардија.
Према процени из 2011. у насељу је живело 113 становника. Насеље се налази на надморској висини од 814 м.

## Становништво
| 1951. | 1961. | 1971. | 1981. | 1991. | 2001. | 2011. |
| ----- | ----- | ----- | ----- | ----- | ----- | ----- |
| 268   | 266   | 222   | 173   | 166   | 139   | 147   |